# キラー・エリート (2011年の映画)
『キラー・エリート』（Killer Elite）は、2011年公開のアメリカのアクションスリラー映画。元SAS隊員で探検家のラナルフ・ファインズの、自身が暗殺されかけたエピソードを元にした冒険小説『The Feather Men』を原作（映画公開と共に、日本でも映画題と同じ「キラー・エリート」というタイトルで翻訳出版）としている。

## ストーリー
1981年。主人公ダニーは練達の傭兵兼殺し屋であったが、仕事中のある出来事により嫌気が差し、足を洗って恋人と共に平和な暮らしをしていた。しかしある日、ダニーの元に彼の師匠であるハンターが人質にされているポラロイド写真が送りつけられる。
ハンターは「オマーンの族長の息子たちを殺害した元SAS隊員3人を、事故に見せかけて暗殺する」という仕事をはたすことができず、逃げ出そうとしたところを捕まっていたのだった。ダニーも救出に失敗、ハンターの解放と多額の報酬とを引き換えに暗殺の代行を約束させられる。
やむなくダニーはかつて組んでいたデイヴィスとマイアーと共に3人の捜索と暗殺に取り掛かるが、彼らの前にはSAS出身者たちが自分たちを過去の敵対者による報復攻撃から守るために結成した秘密結社「フェザーメン」から送り込まれたエージェント、スパイクが待ち構えていた。

## 登場人物
ダニー・ブライス
演 - ジェイソン・ステイサム
元傭兵兼殺し屋。引退した後は恋人と共にオーストラリアで過ごしている。
スパイク・ローガン
演 - クライヴ・オーウェン
秘密結社「フェザーメン」から送り込まれたエージェント。戦場を生きがいと捉えている。戦いで左目を失い、義眼をはめている。アラビア語ができる。
ハンター
演 - ロバート・デ・ニーロ
ダニーの相棒。妻子がいる。かつては業界一と言われた凄腕。
デイヴィス
演 - ドミニク・パーセル
ダニーの仲間。情報収集が得意。
マイアー
演 - エイデン・ヤング
ダニーの仲間。機械の扱いが得意。
アン・フレーザー
演 - イヴォンヌ・ストラホフスキー
ダニーの幼馴染で恋人。
代理人
演 - アドウェール・アキノエ＝アグバエ
仕事の提供者。表向きは旅行代理店を経営している。
バヒト
演 - フィラス・ディラーニ
長老の四男。
ハリス
演 - ラッキー・ヒューム
標的の一人。軍でヘリの操縦をしている。低空飛行でバカンスをしている人間たちに迷惑をかけるなど性格に難がある。
マッキャン
演 - ダニエル・ロバーツ
標的の一人。
クレッグ
演 - グラント・バウラー
SASの将校。

## キャスト
| 役名               | 俳優                             | 日本語吹替 |
| ------------------ | -------------------------------- | ---------- |
| ダニー・ブライス   | ジェイソン・ステイサム           | 山路和弘   |
| スパイク・ローガン | クライヴ・オーウェン             | 相沢まさき |
| ハンター           | ロバート・デ・ニーロ             | 樋浦勉     |
| デイヴィス         | ドミニク・パーセル               | 間宮康弘   |
| マイアー           | エイデン・ヤング                 | 中尾一貴   |
| アン・フレーザー   | イヴォンヌ・ストラホフスキー     | 冨樫かずみ |
| 代理人             | アドウェール・アキノエ＝アグバエ | 杉村憲司   |
| バヒト             | フィラス・ディラーニ             | 金子修     |
| 司令官             | ニック・テイト                   | 真田五郎   |
| フィッツ           | ビリー・ブラウン                 | 桂一雅     |
| 官僚               | デイヴィッド・ホワイトリー       | 板取政明   |
| バザ               | ブレンダン・チャールソン         | 西村太佑   |
| マーティン         | ベン・メンデルソーン             | 倉富亮     |
| ペノック           | マシュー・ナブル                 | 江藤博樹   |
| クレッグ           | グラント・バウラー               | 後藤光祐   |
| マッキャン         | ダニエル・ロバーツ               | 林和良     |
| キャンベル         | スチュワート・モリット           | 山内健嗣   |
| ハリス             | ラッキー・ヒューム               | 北村謙次   |
| サンディー         | サンディー・グリーンウッド       | 岡田恵     |
| ダイアン           | ジェイミー・マクダウェル         | 三木美     |
| 客室乗務員         | ケイト・ニールソン               | 鬼山亜紀子 |